# Ancora una volta sui sindacati, sulla situazione attuale e sugli errori di Trockij e Bucharin
Ancora una volta sui sindacati, sulla situazione attuale e sugli errori di Trockij e Bucharin (in russo Ещё раз о профсоюзах, о текущем моменте и об ошибках тт. Троцкого и Бухарина?, Eščë raz o profsojuzach, o tekuščem momente i ob ošibkah tt. Trozkogo i Bucharina) è un saggio di Vladimir Lenin scritto il 25 gennaio 1921 in connessione con una discussione sui sindacati. Contiene critiche alle opinioni di Trockij e Bucharin sulla questione del ruolo dei sindacati: Trockij aveva chiesto il trasferimento ai sindacati della funzione di governo dello Stato, mentre Bucharin aveva suggerito che i sindacati avrebbero dovuto nominare dei candidati per l'apparato amministrativo dell'economia.
Lenin rilevò il pericolo di azioni di fazione e di una scissione nel movimento sindacale, imputando ai sindacati il crollo produttivo industriale (che in questi frangenti ha raggiunto regressivamente il minimo storico), accusandoli di aver incitato fin dal novembre 1917 "ogni operaio a ergersi a dirigente" ("classe lavoratrice sovietica") e di essersi per questo sempre opposti all'assunzione apposita di specialisti competenti rifiutandosi di riconoscerne il ruolo interno e boicottandone le direttive, creando così di conseguenza una classe dirigente incapace, e di fatto "un'industria senza più operai" dedita perlopiù al cosiddetto "blat". Le opinioni di Trockij e Bucharin furono criticate come:
(Vladimir Lenin, Ancora una volta sui sindacati, sulla situazione attuale e sugli errori di Trockij e Bucharin)
L'articolo esprime l'opinione secondo cui:
(Vladimir Lenin, Ancora una volta sui sindacati, sulla situazione attuale e sugli errori di Trockij e Bucharin)